# Rudolf Goehr
Rudolf Goehr (Berlín (Alemanya), 25 de desembre, 1906 - Santa Bàrbara, Califòrnia (EUA), 6 de setembre, 1981), va ser un compositor, pianista i director d'orquestra germano-estatunidenc.

## Biografia
Els seus pares eren Julius Goehr (1871–1948) i la seva dona Thekla, de soltera Mendelsohn (1874–1931). Com el seu germà Walter Goehr, Rudolf Goehr va ser alumne d'Arnold Schönberg a la seva classe de composició a l'Acadèmia de les Arts de Prussia. A principis dels anys 30 va treballar com a arranjador de ràdio, escenari i cinema. Segons Hans-Heinz Stuckenschmidt, es diu que Goehr va dirigir els assajos de la representació radiofònica de l'òpera From One Day to Tomorrow d'Arnold Schönberg el 1930 i també va dirigir l'orquestra de ràdio.
A principis de 1931, Goehr va assumir la direcció musical del quartet vocal que l'hongarès Pál Ábel havia fundat després de la separació del seu "Abels Quartet" original. Amb aquest grup, Rudolf Goehr es pot escoltar tocant el piano en nombrosos discos de goma laca. El quartet va aparèixer sota els noms "Abels" i com a "Melody Gents". També es pot veure amb aquest grup al llargmetratge Girls to Marry. A mitjans de 1932 va prendre el relleu d'István Kardos com a líder dels Abels originals, que ara es deien els "Five Songs", quan Kardos va deixar el grup per formar el seu propi quartet, els Kardosch Singers. Com a resultat, algunes dels Five Songs van tornar a aparèixer com els "Abels" en llançaments amb Rudolf Goehr.
El 1933, Goehr, que era jueu, va emigrar a París, on va treballar com a compositor i va continuar treballant amb grups de cant, els “Cinq de la Chanson” i els “Joglars”. Entre altres coses, va compondre la cançó “La Chanson des rues”, que, entre moltes altres, va ser gravada per Yves Montand. El fill d'Arnold Schönberg, Georg, hi va treballar de vegades per a ell.
Com molts refugiats alemanys, Rudolf Goehr va ser internat després de l'inici de la guerra el setembre de 1939, inicialment als camps de Colombes i Montargis, prop de París. El novembre de 1939, com molts altres internats a Montargis, es va oferir voluntari per incorporar-se a la Legió Estrangera, però després de l'aplec del 15 de desembre, a causa de la seva mala salut, havia patit disenteria diverses vegades als camps. Gràcies a la defensa d'alguns amics i col·legues artistes francesos (incloent Édith Piaf), va ser alliberat del campament el 18 de gener de 1940. Tanmateix, el 15 de maig de 1940, va ser detingut de nou a París i finalment portat al camp de Tence prop de Lió. A principis d'agost va aconseguir sortir del campament. Va viure a Porté-Puymorens amb la seva dona, la cantant Judith Shlonsky, fins al maig de 1941. Només se'ls va permetre abandonar el lloc unes quantes vegades per emigrar amb permís oficial. Entre els amics de Goehr a París i els companys de patiment dels camps hi havia els escriptors Konrad Heiden i Hermann Kesten, així com el compositor Rolf Marbot.
En cartes cada cop més desesperades, els Goehr van demanar ajuda a Arnold Schönberg, i Schönberg finalment va aconseguir l'entrada als Estats Units per a la parella.
A Nova York, Goehr va treballar temporalment per a emissores de ràdio americanes. El desembre de 1942, va rebre un treball com a director musical i arranjador d'un programa setmanal de ràdio per a l'emissora NBC de Rochester, Nova York, l'Eastman Kodak Radio Show.
També va treballar per al jove segell "Bost Records" d'Herbert H. Borchardt, que també va fugir a l'exili. Els dos probablement es coneixien de París, on Borchardt va participar en la creació de la marca estrangera de gramòfons "Polydor". A través de Borchardt va conèixer a Kurt Weill, amb qui va treballar en els arranjaments per a les actuacions a Broadway dels seus musicals "One Touch of Venus" (1943) i "A Flag Is Born" (1946) així com en els enregistraments de Weill. Va treballar en cançons per a Bost Records.
A finals de 1943 es va convertir en soldat de l'exèrcit nord-americà, on va estar estacionat a Camp Croft, i va rebre la ciutadania nord-americana. Mentre era a l'exèrcit, va muntar programes musicals per a l'Oficina d'Informació de Guerra. El 1950 va orquestrar la representació de l'obra de Donagh McDonagh "Happy as Larry" al Coronet Theatre sota la direcció musical de Franz Allers. A la dècada de 1950 va fer una gira de concerts a Israel. A principis de la dècada de 1950 va treballar per a Young People's Records i per al Children's Record Guild. Des de 1956 va viure a Neuilly-sur-Seine prop de París (Rue de la Ferme 23).
Va donar concerts regulars amb la seva dona Judith Shlonsky/Nina Valery, i tots dos van gravar diversos discos junts, com un disc de llarga durada amb cançons de Bartók.
Els seus germans eren la pianista i compositora Verdina Shlonsky i el poeta Avraham Shlonsky. Després de la seva mort, es va casar per segona vegada, amb la pianista Suzanne Loeb. Va néixer com a Friederike Susanne Löb el 25 d'octubre de 1902 a Mannheim i més tard va viure amb els seus pares a Pforzheim. El 1940 va emigrar a Nova York. Es van posar obstacles per a ella i els seus pares a Pforzheim el 2023.
La parella Goehr vivia al 315 East Sola Street de Santa Bàrbara, Califòrnia. Suzanne Loeb Goehr va morir el 23 de desembre de 1988. Els dos estan enterrats al cementiri de Santa Bàrbara.

## Obres (selecció)
- La Chanson Des Rues
- Julietta
- Two Shadows In The Moonlight
- Music Box Tango / Je t'attendrai
- Donkey Tango
- Let's Dance
- Sammy de la Jamaique

Bandes sonores de les pel·lícules

- Princesse Tam-Tam, Frankreich, 1935[18] (amb Josephine Baker)
- Le père Chopin, Kanada, 1945[19]
- Heritage, Israel, 1949, Kurz-Dokumentarfilm (Director Victor Vicas)[20]
- Day of Independence, Israel, 1951, Kurz-Dokumentarfilm (Director Victor Vicas)[21]

Com a director musical va treballar en les següents pel·lícules

- Was gibt's Neues heut? (1932)[22]
- Eine wie Du[23]
- Sans lendemain (Ohne ein Morgen)[24]

## Documents sonors
Amb la Melodia Gents

- Rosa, reizende Rosa
- Wer weint heut' aus Liebe Tränen
- Si l'on ne s'était pas connu

Amb els Abels/Cinc Cançons

- Ins blaue Leben
- Bianca
- Irgendwo auf der Welt
- Einmal schafft's jeder

Amb els Cinc de la Cançó i els Joglars

- J'aime une tyrolienne
- 27, Rue des Acacias
- J'ai rêvé d'une fleur

Amb Nina Valery

- Bartók 5 Songs Op. 16. Eight Hungarian Folksongs[15]

Enregistraments de les seves composicions

- Lys Gauty: Le Bassin de la Villette
- Mantovani: Music Box Tango
- Yves Montand: La chanson des rues
- Testaufnahme der Comedy Harmonists (va aparèixer per primera vegada al CD "We whisper"[25] el 2009)
- André Claveau: Je t'attendrai·